# Кавказька кампанія Кримської війни

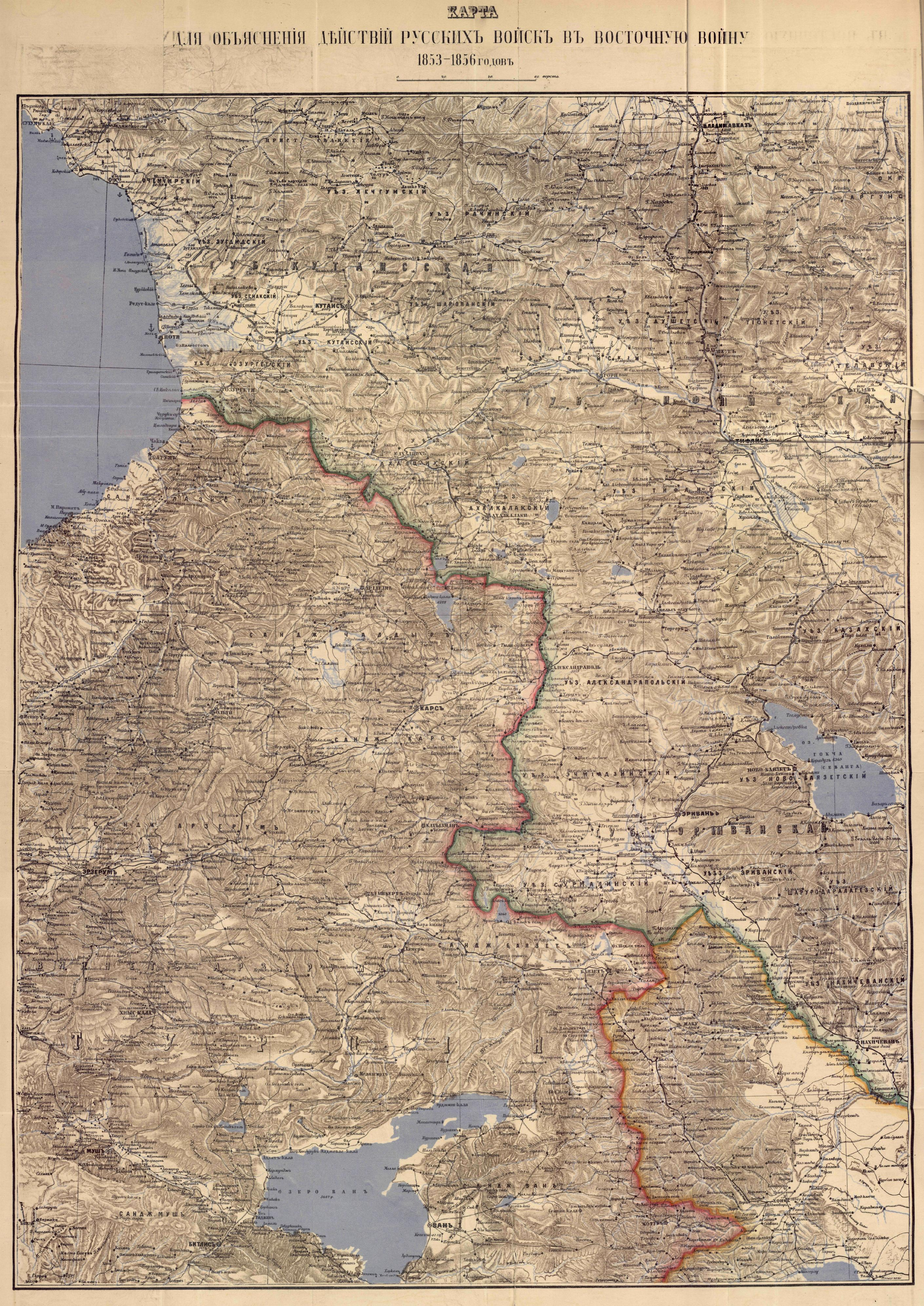
Карта Кавказького театру бойових дій

Кавказька кампанія Кримської війни — бойові дії російської армії проти Османської імперії та її європейських союзників на Кавказі під час Кримської війни.

## Театри
Кампанія розгорталася по всій східній акваторії Чорного моря і прилеглих до неї районах узбережжя.

Говорячи про розпал бойових дій у 1855 році, генерал-ад'ютант М.М. Муравйов виділяв три окремі театри кампанії:
1855 року Східна війна прийняла розміри більші. Подвоївши свої зусилля проти Севастополя, союзники звернули свою увагу і в бік Кавказу, де військові дії з'явилися на трьох окремих театрах: у Малій Азії, Мінгрелії та поблизу гирла Кубаря, — зовсім відокремлених один від одного місцевими перешкодами.
Південна частина театру бойових дій зазвичай уточнюється у російських документах як кампанія у Закавказзі чи Малій Азії. Його північна частина одночасно була західною частиною театру бойових дій млявої Кавказької війни, що почалася раніше Кримської війни і закінчилася пізніше за неї. У документах союзників північний театр Кавказької кампанії називається «Черкесією», у російських документах — «Чорноморією».

## Кампанія 1853 року
Дії на кавказько-турецькому кордоні відкрилися несподівано для кавказького намісника, князя Воронцова. Таємниці кабінетів були приховані так глибоко, що він не вірив у можливість розриву; тому навесні 1853 року із значної Кавказької армії за Кавказом, у гарнізонах Ахалціхе, Ахалкалакі, Олександрополя та Ерівані, перебувало всього 19½ батальйонів, дивізіон нижньогородських драгун і трохи іррегулярної кінноти; турки ж встигли наприкінці серпня зібрати сильну 100-тисячну армію під начальством Абді-паші та попередити росіян відкриттям військових дій; крім того, за них було все вороже населення Кавказу, збуджене закордонними емісарами.
Восени, коли розрив з Османською імперією був неминучим, послані були підкріплення з Північного Кавказу, а в середині жовтня морем перевезена була в Грузію 13-а піхотна дивізія (16 тис.) і сформовано 10-тисячне вірмено-грузинське ополчення, що дозволило зосередити 30 тис. військ під командуванням генерал-лейтенанта князя Бебутова. Проте війна ще була не оголошена, і становище було дуже невизначене.
У ніч на 16 (28) жовтня численне полчище турків напало пост св. Миколи (що замикав дорогу від Батума, на березі Чорного моря), де перебувало всього 300 осіб із двома гарматами, і оволоділо їхнім фортом, зазнавши при цьому великих втрат.

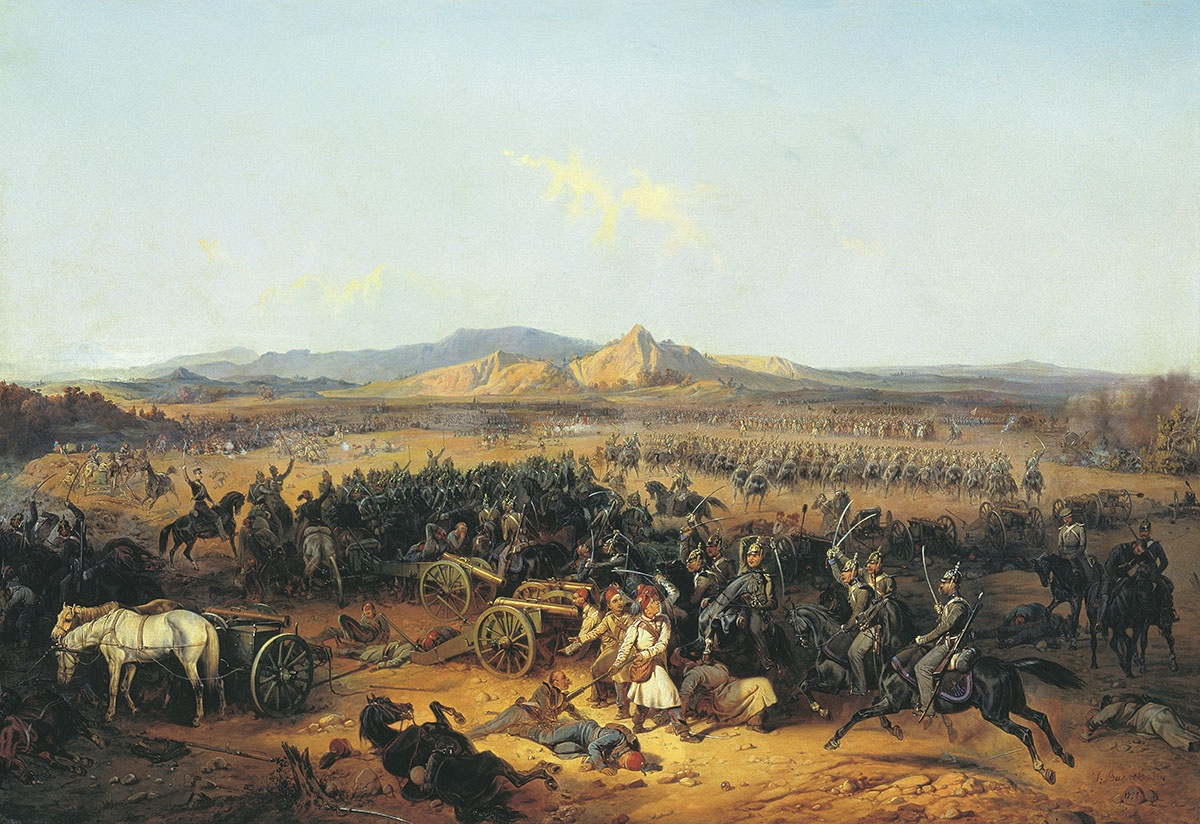
Розгром турецьких військ при Башкадикларі

Саме тоді головні сили турецької Анатолійської армії (до 40 тис.) під керівництвом Абді-паші зосереджувалися в Карсі. Наприкінці жовтня вони підійшли до села Баш-Шурагель, за 15 верст від Олександрополя.
З російського боку під начальством князя Орбеліані для розвідки було вислано загін у 6 тис. осіб, який 2 (14) листопада при Баяндурі вплутався в бій з турецькою армією (30 тис.) і уникнув повної поразки тільки завдяки швидкому прибуттю князя Бебутова з 3 батальйонами, 6 ескадронами та 12 гарматами. Бій цей, у якому російська армія втратила до 800 чоловік, справив несприятливе для Росії враження серед прикордонних обивателів.
Війна фактично почалася, а тим часом Росія ще не була готова. Тільки 6 (18) листопада отриманий був Високий маніфест про розрив з Туреччиною, і незабаром після цього війська приготувалися до наступу, який був призначений на 14 (26) листопада і мав вестися правим берегом Арпачаю, щоб, загрожуючи сполученню турків із Карсом, змусити їх до бою.
12 (24) листопада відбувся бій під Ахалцихом, де російські війська в числі 7 тис. чоловік, під начальством князя Андронікова, розбили 18-тисячний турецький корпус Алі-паші, який намагався через Боржомську ущелину прорватися до Тифлісу; а 19 листопада (1 грудня) князь Бебутов вщент розбив головну турецьку армію під Башкадикларом, незважаючи на те, що був більш ніж утричі слабшим за противника, який займав до того ж відмінну позицію. Турки зазнали тут збитків більш ніж 6 тис., і наслідки цієї перемоги, за своїм моральним впливом, були величезні. Тепер росіяни могли спокійно провести зимовий період, тим більше, що сувора пора року і нестача продовольства остаточно засмутили Анатолійську армію.

## Кампанія 1854 року

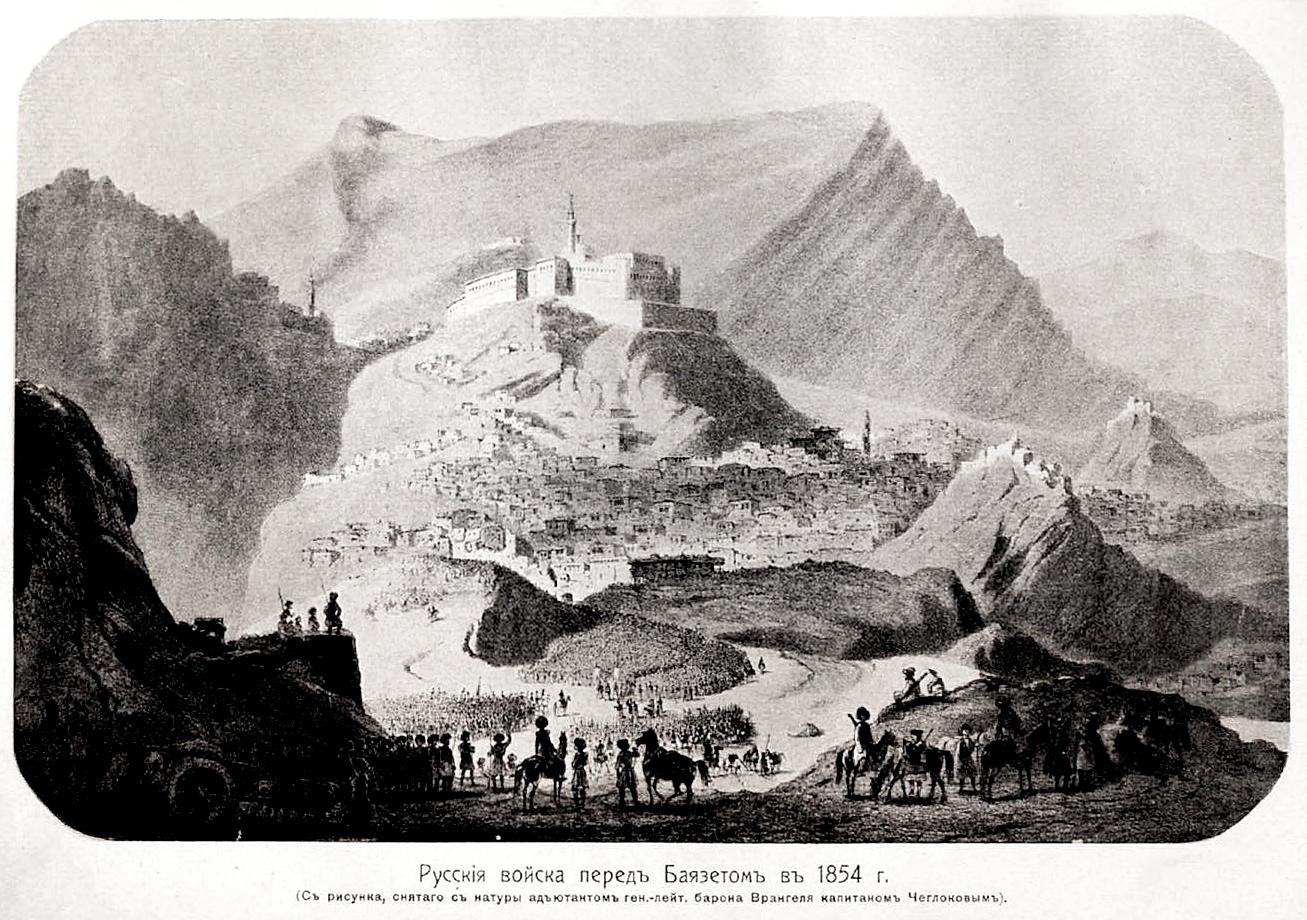
Російські війська перед Баязетом, 1854 р.

Після блискучих перемог минулого року імператор Микола вважав доречним перейти негайно в енергійний наступ і захопити Батум, Ардаган, Карс і Баязет; проте князь Воронцов (думку якого підтримував і князь Паскевич) вказував на порівняльну нечисленність російських військ, нестачу офіцерів, бойових припасів, сувору пору року, і знаходив необхідним відкласти події до весни.
Турецькі війська тим часом теж облаштувалися та отримали підкріплення. Військові дії відкрилися з їхнього боку наприкінці травня рухом 12-тисячного загону Хассан-бея до Гурії. Зустрічені і вщент розбиті нечисленним загоном підполковника князя Еристова, турки, втративши свого начальника, втекли в Озургеті, а потім, посилившись до 34 тисяч, зайняли міцну позицію за річкою Чолокі (Чолок). Тут вони 4 (16) червня були атаковані князем Андроніковим, який командував російськими військами в Гурії, і знову зазнали поразки.
Не менш успішними були дії так званого ериванського загону, що проводився генерал-лейтенантом бароном Врангелем проти турецького корпусу Селім-паші, що стояв під Баязетом. 17 (29) липня барон Врангель розбив турків на Чингільських висотах і потім вступив до Баязета. Ця перемога дуже вплинула на дикі курдські племена.

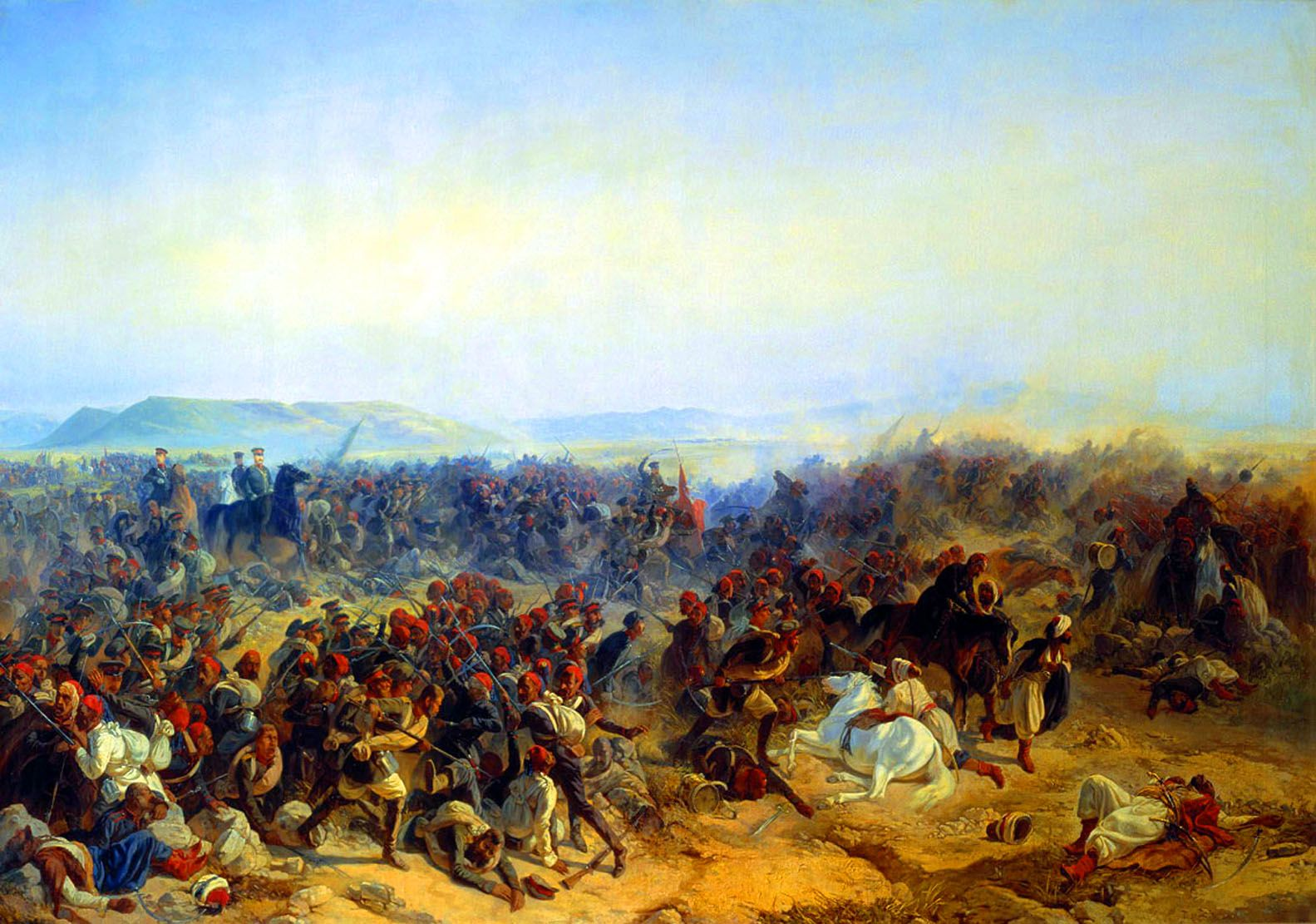
Розгром турецьких військ біля Курюк-Даре

Олександропольський корпус, яким як і командував князь Бебутов, довго не вживав наступальних дій, — головним чином через брак коштів приступити до облоги фортеці Карс, останнім часом значно посиленої. Тільки до 20 червня (2 липня) князь Бебутов підійшов до села Кюрюк-Дара, вичікуючи, щоб ворог вийшов із Карса і прийняв бій у відкритому полі. Тут йому довелося залишатися ще близько місяця, поки турки самі не наважилися атакувати його. 24 липня (5 серпня) стався завзятий бій при Кюрюк-Дара, де 18 тис. росіян розбили 60-тисячну турецьку армію. Однак, зважаючи на те, що Анатолійська армія все ще мала чисельність до 40 тис. і могла дати сильну відсіч під стінами Карса, князь Бебутов не вважав за можливе йти до цієї фортеці, але залишився у спостережному становищі, тим більше, що їм отримані були звістки про висадку у Батума значних ворожих сил, які могли податися на його сполучення. Унаслідок цього він 4 (16) серпня відійшов на річку Карс-чай, а в кінці листопада, з настанням холодів — до Олександрополя.
На той час й інші російські загони, що діяли на кавказько-турецькому кордоні, відійшли до своїх меж і розташувалися по квартирах.
Одним із епізодів кампанії 1854 року на Кавказі було скасування на її північному театрі так званої Чорноморської берегової лінії, укріпленням якої загрожувала сильна небезпека з появою на Чорному морі союзного флоту. У лютому-березні гарнізони укріплень були евакуйовані, а самі вони підірвані. Утримувати треба було тільки Анапу, Новоросійськ, Геленджик і Сухум-Кале.

## Кампанія 1855 року

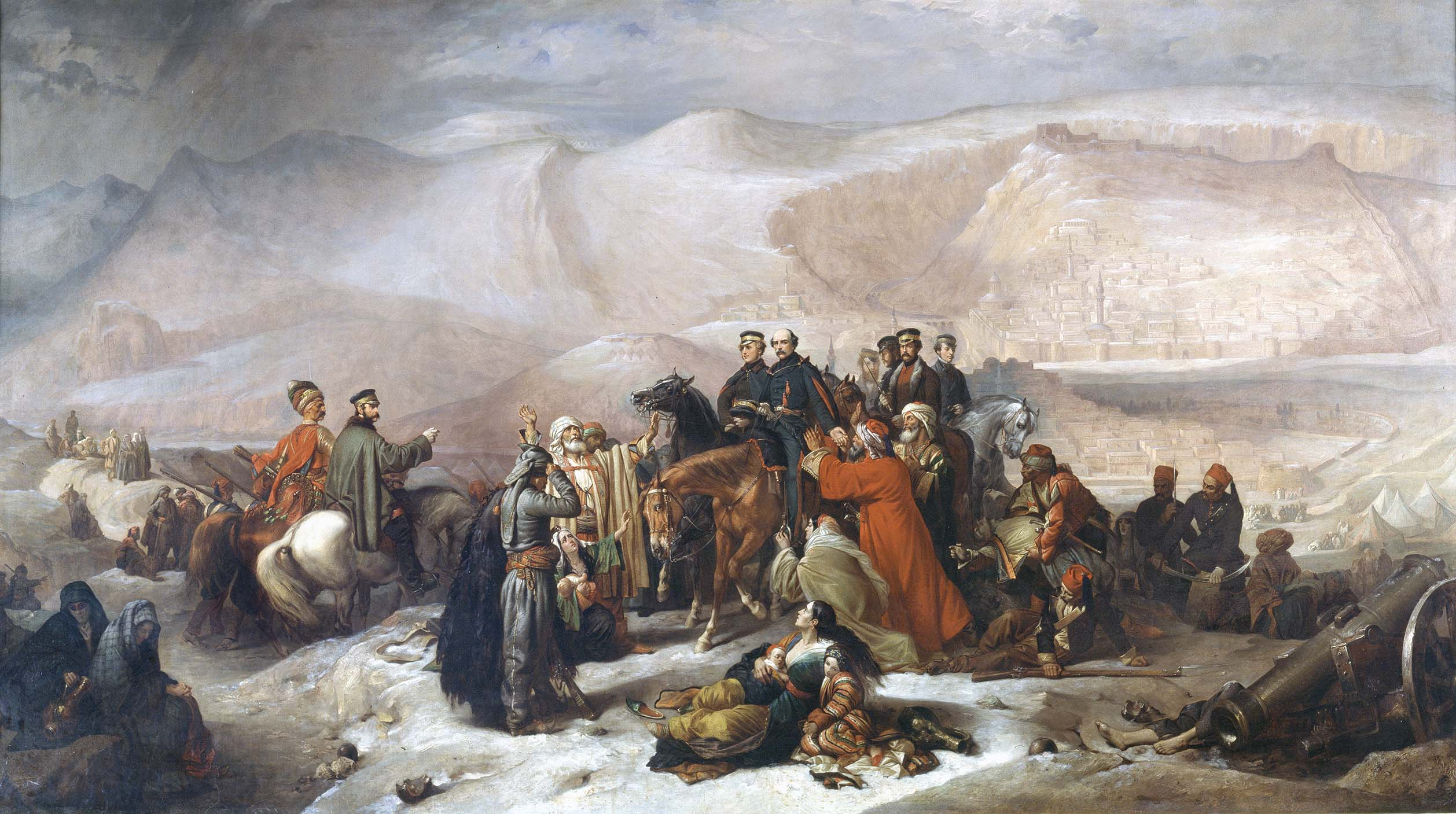
Капітуляція турецьких військ у Карсі

### Бомбардування Новоросійська
28 лютого (12 березня) та 1 (13) березня англо-французька ескадра (2 фрегати, 1 бриг, 1 шхуна, 1 канонерський човен, усього 67 гармат) бомбардувала Новоросійськ. У фортеці постраждали госпіталь, арсенал та низка інших будівель. 2 (14) березня до Новоросійська з Анапи прибуло підкріплення (5 рот піхоти, 4 сотні козаків, анапський напівескадрон), після чого англо-французька ескадра відступила.

### Взаємодія союзників із закубанськими горцями
Наприкінці травня — на початку червня, після того, як англо-французький десант 12—13 (24—25) травня зайняв Керч, гарнізони Новоросійська, Геленджика та Анапи після демонтажу укріплень були евакуйовані.
Після того як Анапа була покинута російськими військами, до неї увійшов горський князь Сефер-бей із загоном і за ним загін турків чисельністю 8 тисяч чоловік під командою Мустафа-паші.
Захоплення Анапи турками супроводжувалося досить серйозними тертями між Мустафа-пашою і контр-адміралом Стюартом, командиром союзної ескадри, яка незабаром підійшла до Анапи. Англійський адмірал зажадав, щоб Анапа була перетворена на базу союзних військ і в ній була допущена вільна торгівля англійців із горцями. Свої вимоги він обґрунтовував тим, що «росіяни залишили Анапу через загрозу небезпеки з боку союзного флоту». На це Мустафа-паша відповів, що оскільки Цемеська бухта та Анапа завжди належали Туреччині, то без дозволу султана він ці вимоги виконати не може. Так само він категорично відмовився пропустити групу англійських офіцерів з Анапи до призначеного Шамілем наїба Магомед-Аміна, що перебував в абадзехів.
Улітку 1855 року в Анапу приїжджали турецькі, англійські та французькі офіцери, які намагалися схилити горян Сефер-бея та Мухаммед-Аміна до спільних дій проти російських військ, але до кінця літа не досягли успіху.

### Облога та взяття Карса
Тим часом генерал-ад'ютант HH Муравйов, призначений наприкінці 1854 на місце князя Воронцова, посиливши за можливості довірені йому війська, наприкінці травня рушив до Карса, направивши особливий загін генерал-майора Суслова проти турецького корпусу Велі-паші, розташованого біля Сурб-Оганеса.
Підійшовши до Карса (де в цей час всім розпоряджався англієць Вільямс), Муравйов за допомогою роз'їздів кінних загонів з артилерією припинив зносини фортеці із зовнішнім світом і унеможливив доставку до неї запасів. Незважаючи на вимогу Государя, «щоб наступальні дії були спрямовані до якнайшвидшого досягнення рішучих успіхів», головнокомандувач наважився штурмувати фортецю лише тоді, коли було отримано звістки про висадку корпусу Омер-паші (35—40 тис.) у Батумі з метою йти на виручку Карсу.
Штурм 17 (29) вересня було відбито, незважаючи на геройські зусилля російських військ, що втратили при цьому до 6,5 тис. чоловік.
Мураха після відбиття штурму не зняв блокади, як на те сподівалися захисники Карса, а навпаки став робити всі приготування для зимової стоянки біля фортеці, де, через брак продовольства, становище турків ставало нестерпним. 16 (28) листопада Карс здався, а з його падінням зникла і турецька Анатолійська армія.
Вірменське населення надавало всіляку підтримку Російської армії під час всієї кампанії. Формувалися добровольчі загони, які брали участь у бойових діях проти турків.

### Похід Омер-паші до Абхазії та Західної Грузії
Тим часом Омер-паша, посунувшись уперед всього на два переходи, раптом повернувся до Батума і 21 вересня (3 жовтня) висадився в Сухум-Калі, в Абхазії, володар якої, князь Михайло Шервашидзе, зрадив Росії. За допомогою абхазців Омер-паша розраховував вторгнутися через Мінгрелію до Гурії і цим відвернути Муравйова від Карса.
25 жовтня (6 листопада) турки (приблизно 20 тис. осіб регулярних військ, 5—8 тис. башибузуків і 40 гармат), маючи значну перевагу своїх сил, атакували загін князя Багратіона-Мухранського (18,5 тис. осіб і 28 гармат), що розташовувався на річці Інгурі, який, втративши близько 450 чоловік, мав відступити за річку Цхенісцкалі, де й зупинився, вичікуючи на підкріплення.
29 жовтня (9 листопада) головні сили Омер-паші зосередилися у столиці Мінгрелії — Зугдіді. Авангард його військ 6 (18) листопада прибув на річку Техурі, в цей же час із ним з'єдналися і головні сили. Загальна чисельність експедиційного корпусу на цей час сягала 40 тис. осіб.
Тим часом Омер-паша не скористався здобутим успіхом і зволікав; а в цей час через тривалі дощі сира і низинна приінгурська країна обернулася на болото, тож подальший наступ став важким. В окупованих турками Абхазії та Мегрелії розгорілася партизанська війна.
21-22 листопада (3-4 грудня) корпус Омер-паші приступив до переправи через річку Техурі, щоб завдати удару по загону Багратіон-Мухранського, що стояв на річці Цхенісцкалі в районі села Абаша. Але зливи, розлив річок, неможливість переправи, відсутність продовольства спричинили очікування упродовж чотирьох днів.
25 листопада (7 грудня) надійшла звістка про взяття Карса, що змусило турецького головнокомандувача призупинити свої дії. Настання зими остаточно припинило їх, а в лютому 1856 року Омер-паша зі своїми військами, всупереч наказу союзного командування з приходом весни розпочати наступ углиб Грузії, залишив більшу частину Абхазії та Мегрелії, крім чорноморського узбережжя, відступив до Сухум-Кале і відплив до Трапезунда. У травні 1856 року, після підписання Паризького трактату, було евакуйовано останні турецькі гарнізони на чорноморському узбережжі Абхазії та Мегрелії.

### Бойові дії на Тамані та Кубані
Туреччина наполягала перед союзниками на перекиданні з Криму 25—30 тисяч англійських та французьких військ на узбережжі Кавказу. Прорив кордонної лінії та хоча б тимчасове захоплення Сефер-беєм Катеринодара могли значно покращити становище турецької армії на азіатському фронті війни.
12 (24) вересня англо-французький десант зайняв залишену російським гарнізоном Тамань. Союзники вступили у «скасовану» фортецю Фанагорію (насправді «псевдофанагорійську фортецю», збудовану ще Суворовим, не плутати з виявленою пізніше пам'яткою археології в селищі Сінний) і закріпилися в ній. Десант складався з 6 тисяч піхотинців та кількох артилерійських батарей.
Бій з англо-французькими військами, що висадилися, російське військо вирішило дати на позиції біля Темрюка.
Незабаром російському командуванню стали зрозумілими подальші наміри противника. Увійшовши у контакт із Сефер-беєм, англо-французькі війська разом із зібраними ним силами мутазигів готувалися атакувати Темрюк. З цією метою військам Сефер-бея належало переправитися через Кубань біля Джигінської батареї і з'єднатися з союзниками на Таманському півострові.
Другий загін під командою сина Сефер-бея Карабатира виділявся для захоплення Варениківського укріплення, що перебував у тилу Темрюкської позиції. Одночасно англо-французький флот мав розпочати бомбардування прибережних пунктів поблизу Темрюка і висадити ще один десант на його околицях. Падіння Темрюка відкрило б ворожому флоту вхід у гирло річки Кубані, після чого союзники могли легко просунутися вгору її течією. Під дією вогню їхньої артилерії слабкі зміцнення кордонної лінії мали пасти, а взяття ж хоча б деяких з них, як сподівалося союзне командування, стало сигналом до загального наступу закубанських ополчень мутазигів. Опанування ними головним військово-адміністративним центром Чорноморії — містом Катеринодаром — після втрати Росією Новоросійська та Анапи могло мати дуже серйозні наслідки. Якби цей план здійснився, то російському командуванню довелося б спішно відтягувати війська на лінію Кубані, що ускладнило б їх операції в Закавказзі.
Одночасно із заняттям Фанагорії союзники спробували висадити другу десантну групу в безпосередній близькості від Темрюка — біля Голубицьких хуторів, що на захід від гирла річки Кубані.
12 (24) вересня десант був відбитий ціною повної руйнації цього важливого стратегічного пункту. Бій біля Голубицьких хуторів закінчився повною невдачею для союзного командування. Спроби висадити десант, які неодноразово повторювалися упродовж дня під прикриттям потужного артилерійського вогню, говорять про те, що англо-французькі війська серйозно прагнули закріпитися на узбережжі біля Темрюка.
15 (27) вересня Сефер-бей спробував переправитися з боєм на правий берег річки Кубані. На той час його сили складалися з 7 тисяч вершників, зібраних стараннями дворян та князів протурецької орієнтації, та загону турецької піхоти. З-поміж горських вершників 3 тисячі чоловік він виділив в особливий загін, доручивши команду над ним Карабатиру, а з рештою і турками зайняв позицію на лівому березі Кубані навпроти Джигінської батареї: на височині він встановив дві артилерійські гармати і під прикриттям їхнього вогню з загоном намагався переправитсия на правий берег.
Бій тривав понад дві години, але Сефер-бей не зміг досягти успіху, навіть пожертвувавши двома батальйонами турецької піхоти, які він кинув на штурм російських позицій.
Водночас війська Карабатиру не змогли захопити Варениківське укріплення. Після відбиття останнього нападу 21 вересня (3 жовтня) Карабатир відійшов вгору за течією річки Кубані.
За невдалим результатом дій військ Сефер-бея план союзного командування було зірвано. Це дало можливість Таманського загону перейти в наступ проти англо-французького десанту, що перебував у Фанагорійській фортеці, де союзні війська вичікували, чим закінчаться дії Сефер-бея, щоб потім, у разі успіху, зайняти Темрюк і створити тут базу для своїх дій.
Упродовж двох тижнів, що минули від часу захоплення Фанагорії, англо-французи обмежувалися тим, що посилали невеликі загони для підпалу хуторів та знищення сіна. 15 (27) вересня їм вдалося повністю спалити напівзруйновану Тамань. Для боротьби з цими вилазками як заслон із боку Темрюка російське командування змогло виділити лише один загін пластунів чисельністю 240 осіб. Усі інші війська зосереджувалися на Темрюцькій позиції.
На той час для союзників вже цілком зрозумілий повний провал спроби Сефер-бея підняти рух закубанських народів проти Росії, до того ж вони отримали звістку про поразку зібраних ним сил біля Джигінської батареї та Варениківського укріплення. Після цього їм доводилося думати лише про успішне виведення своїх військ з Таманського півострова.
Останнім великим військовим епізодом, який мав місце на Кубані в 1855 році, був організований Сефер-беєм напад загону мутазигів на Катеринодар.
Увірвавшись у ніч з 28 на 29 грудня у місто, вони зайняли прилеглі до річки Кубані квартали, але потім були звідти вибиті з великими втратами.

## Підсумок та наслідки
Наприкінці лютого 1856 року, припинивши подальші дії в Черкесії/Чорноморії та Абхазії, англо-франко-турецькі сили відпливли до Трабзона.
Відповідно до умов Паризького мирного договору (30 березня 1856 року), вся Черкесія передавалася під владу Росії. Представник Великобританії граф Кларендон намагався наполягти, щоб річка Кубань була прикордонною між володіннями Туреччини та Росії, але турецька та французька сторони погодилися з думкою російського уповноваженого Філіпа Бруннова, що Адріанопольський договір визначив територію на південь від Кубані як володіння Росії.
На початку липня 1856 генерал-майор Г. І. Філіпсон, командувач правого флангу Кавказької лінії, вийшов з Варениківського укріплення з метою захоплення Анапи. Сефер-бей, який дізнався про цю експедицію, залишив фортецю, відступивши спочатку на річку Шебш, а потім у Суджук-кале, де приступив до формування черкеського посольства (з його сином Карабатиром на чолі) у Стамбулі. Російські війська вступили до Анапи вже 12 липня.
Після кровопролитної війни Росія та Туреччина повернулися на Кавказі до статусу-кво. За ст. III Паризького трактату від 18/30 березня 1856 року, Росія повертала «місто Карс із цитаделлю оного, так само як і інші частини оттоманських володінь, котрі займалися російськими військами.» В інші землі входили Баязет, Ардаган, Кагизман, Олти, і позиції за 5,5 км від Ерзурума. Натомість, за ст. IV, Туреччина разом з Англією, Францією та Сардинією повертали Росії захоплені під час Кримської війни «міста і порти: Севастополь, Балаклаву, Камиш, Євпаторію, Керч-Єнікале, Кінбурн, а також всі інші місця, зайняті союзними військами.» За ст. XI і XIII трактату Чорне море оголошувалося нейтральним і на його берегах заборонялося розміщувати військово-морські арсенали. У цілому нині, Росія змогла зміцнитися на Кавказі; це сталося пізніше: після Кавказької війни (1817—1864) (відновлення позицій на чорноморському узбережжі Північного Кавказу) і Російсько-турецької війни (1877—1878) (повернення Карської області та приєднання Аджарії з Батумом).
При цьому союзники, що підбурювали закубанських горян на ворожі виступи проти Росії, повністю пожертвували їхніми інтересами в дипломатичному торгу на Паризькому конгресі 1856 (підтвердивши умови Адріанопольського договору 1829 щодо Північного Кавказу). Цей перебіг європейської дипломатії розв'язав руки царському уряду Росії для повторного закріплення на Чорноморському узбережжі через виселення понад 400 тисяч горян у Туреччину 1863-64 рр.